# 2024年澳門
|        | 澳門歷史 \| 澳門歷史年表                                                                                                   |
| 世紀： | 20世紀澳門 \| 21世紀澳門 \| 22世紀澳門                                                                                     |
| 年代： | 1990年代澳門 \| 2000年代澳門 \| 2010年代澳門 \| 2020年代澳門 \| 2030年代澳門 \| 2040年代澳門 \| 2050年代澳門               |
| 年份： | 2020年澳門 \| 2021年澳門 \| 2022年澳門 \| 2023年澳門 \| 2024年澳門 \| 2025年澳門 \| 2026年澳門 \| 2027年澳門 \| 2028年澳門 |
| 紀年： | 甲辰年（龙年）、澳門開埠471周年、澳門回歸25周年                                                                            |

## 主要官員

### 行政
- 澳門行政長官：賀一誠 → 岑浩辉
- 澳門行政法務司司長：張永春
- 澳門經濟財政司司長：李偉農 → 戴建業
- 澳門保安司司長：黃少澤
- 澳門社會文化司司長：歐陽瑜 → 柯岚
- 澳門運輸工務司司長：羅立文 → 譚偉文

### 立法
- 澳門立法會主席：高開賢

### 司法
- 澳門終審法院首席法官：宋敏莉
- 澳門檢察長：葉迅生 → 陳子勁

## 逝世
- 1月2日：伍志偉（55歲），著名商人、葡中工商會副主席、密利拿莊園創辦人及葡語國家共同體企業聯合會首位常駐中國代表，因急性心臟衰竭離世。[1][2]
- 6月23日：楊允中（90歲），澳門經濟學家，曾任澳門特別行政區籌備委員會委員、曾任全國人大常委會澳門基本法委員會第一、二屆委員，第九、十屆全國人大代表、澳門特別行政區基本法諮詢委員會執行秘書、澳門基本法協進會副秘書長、澳門社會科學學會創會副會長、澳門經濟學會理事長及第一副會長、澳門高等教育關注委員會委員。[3]
- 11月7日：呂志和（95歲），銀河娛樂集團主席[4]
- 12月22日：周禮杲（91歲），澳門大學第六任校長（1997-1999年）、澳大議庭成員[5]
- 12月23日：張玉英（57歲），保安司司長辦公室主任，其駕駛私家車於慕拉士大馬路懷疑失控撞及前方巴士，送院搶救無效宣告不治[6]。

## 其他資訊

### 活動
- 2023幻彩耀濠江：2023年12月2日至2024年2月25日
- 澳門國際帆船賽：2024年1月11日至14日[7]
- 第22屆澳門城市藝穗節：2024年1月17日至28日[8]
- 澳門農曆春節年宵市場：2024年2月2日至2月10日
- 澳門特別行政區成立二十五周年紀念系列活動：冠名大型活動包括澳門農曆新年花車巡遊匯演[9]、澳門國際幻彩大巡遊[10]等
- 澳門國際喜劇節：2024年3月11日至18日[11]
- 澳門綠化週：2024年3月16日至24日[12]
- 澳門國際短片節：2024年3月23日至30日[13]
- 2024年澳門國際乒聯男子及女子世界盃：2024年4月15日至21日[14]
- 2024世界中學生籃球錦標賽：2024年6月23日至7月3日[15]
- 第一屆澳門國際兒童藝術節：2024年7月4日至9月1日[16]
- 第36屆澳門國際音樂節：2024年10月4日至11月4日[17]

### 頒獎典禮
- 萬千星輝頒獎典禮2023：2024年1月14日，是首度移師至澳門位於上葡京綜合渡假村舉行[18]。
- 騰訊音樂娛樂盛典：2024年7月19日至21日

### 公眾假期
二零二四年度公眾假期、公共行政工作人員獲豁免上班及補假日的日期表 （页面存档备份，存于）
- 1月1日（星期一）：元旦（強制性假日）
- 2月9日下午（星期五）：農曆除夕
- 2月10日（星期六）：農曆正月初一（強制性假日）
- 2月11日（星期日）：農曆正月初二（強制性假日）
- 2月12日（星期一）：農曆正月初三（強制性假日）
- 2月13日（星期二）：農曆正月初一的補假
- 2月14日（星期三）：農曆正月初二的補假
- 3月29日（星期五）：耶穌受難日
- 3月30日（星期六）：復活節前日
- 4月1日（星期一）：復活節前日的補假（補3月30日）
- 4月4日（星期四）：清明節（強制性假日）
- 5月1日（星期三）：勞動節（強制性假日）
- 5月15日（星期三）：佛誕節
- 6月10日（星期一）：端午節
- 9月18日（星期三）：中秋節翌日（強制性假日）
- 10月1日（星期二）：中華人民共和國國慶日（強制性假日）
- 10月2日（星期三）：中華人民共和國國慶日翌日
- 10月11日（星期五）：重陽節（強制性假日）
- 11月2日（星期六）：追思節
- 11月4日（星期一）：追思節的補假
- 12月8日（星期日）：聖母無原罪瞻禮
- 12月9日（星期一）：聖母無原罪瞻禮的補假
- 12月20日（星期五）：澳門特別行政區成立紀念日（強制性假日）
- 12月21日（星期六）：冬至
- 12月23日（星期一）：冬至的補假
- 12月24日（星期二）：聖誕節前日
- 12月25日（星期三）：聖誕節
- 12月31日下午（星期二）：除夕